# Boma

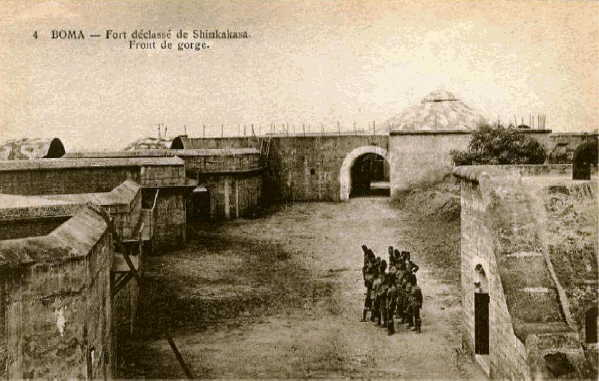
Bomai erődítmény 1900 körül

Boma kikötőváros a Kongói Demokratikus Köztársaság Kongó-központi tartományának (korábban Alsó-Kongó) városa.  A város neve kikongó nyelven, és több bantu nyelven erődítményt, vagy települést jelent. Fő termékei a faáru, a banán, a kakaó és a pálmaolaj. A város repülőtere a Boma airport (IATA: BOA, ICAO: FZAJ)

## Története
A várost rabszolgagyűjtő állomásként több európai ország kereskedői alapították a 16. században. A város 1886. május 1-jétől 1929. október 31-ig a Kongói Szabadállam, később Belga Kongó fővárosa volt, amikor a fővárost Léopoldville-be (mai nevén Kinshasa) helyezték át. A város a Kongó folyó északi partján fekszik. A Kongói-válságot lezáró Berlini Konferencia 1885-ös határozata értelmében a mai Kongói Demokratikus Köztársaság területét Kongói Szabadállam néven II. Lipót belga király kapta meg, a területnek egyszemélyes tulajdonosa és uralkodója lett.

## Szállítás
1889 és 1984 között a kikötőt egy 610 mm-es nyomtávú vasút kötötte össze Tshela várossal.

## Érdekesség
A bélyeggyűjtők körében a város az 1905-ben működő Boma – Banana galambpostáról nevezetes.